# 貝茨維爾 (印第安納州)
貝茨維爾（英語：Batesville）是一個位於美國印地安納州富蘭克林縣和里普利縣的城市。

## 人口
根據2010年美國人口普查的數據，貝茨維爾的面積為16.08平方千米，當中陸地面積為15.91平方千米，而水域面積為0.17平方千米。當地共有人口6520人，而人口密度為每平方千米405.47人。